# HPV elleni védőoltás
A HPV a humán papillomavírus nevének rövidítése, melynek több mint 130 típusa ismert.
A HPV-fertőzés átvihető szexuális előjáték, hüvelyi, anális és orális aktus során, de terjed akár közös törölköző, borotva stb. használatával, vagy akár csak bőr-bőr kapcsolattal is. A HPV-fertőzés rendkívül elterjedt: az emberek 80%-a esik át valamilyen HPV-fertőzésen élete során.

## Az oltás célja
Az oltás célja a HPV-fertőzés kapcsán kialakuló betegségek, a méhnyakot (cervix uteri), szeméremtestet (vulva), hüvelyt (vagina) és végbélnyílást (anus) érintő daganatok, illetve nemi (genitális) szemölcsök megelőzése.
Mindegyik oltóanyag véd a méhnyakrák mintegy 70%-ért felelős két leggyakoribb HPV-típus (16, 18) ellen. A vakcinák rekombináns technológiával, tisztított struktúrfehérjék felhasználásával készülnek, nem tartalmaznak élő biológiai anyagot vagy vírus DNS-t, ezért fertőzést kiváltani nem képesek.
A 2018/19-es tanévben az iskolai kampányoltás során a Gardasil 9 oltóanyagot használták, amely az adott évben elérhető vakcinák közül a legtöbb HPV-típus ellen véd.
A vakcinában található kilenc HPV-típus közül hét (16, 18, 31, 33, 45, 52, 58) méhnyakrákot okozhat, kettő pedig (6, 11) a nemi szemölcsök kialakulásáért felelős.
Az epidemiológiai vizsgálatok alapján a Gardasil 9 oltóanyag várhatóan védelmet nyújt mind a méhnyakrákot okozó, mind a nemi szemölcsöket okozó HPV-vírusok 90%-a ellen.
Az oltás nem helyettesíti a későbbi nőgyógyászati szűréseket.

## A veszélyeztetettek köre
A HPV-vírus hordozói nők és férfiak egyaránt lehetnek. 
Korábban a védőoltás elsődleges célja a méhnyakrák megelőzése volt, így a kezdetekben az oltás felvételét csak a lányoknak ajánlották. Ma már a fiúknak is javasolják az oltással történő védettség megszerzését.

## Az oltás beadatásának javasolt ideje
Az oltást célszerű már a szexuális élet megkezdése előtt beadatni, és így korai védettséget kialakítani, megakadályozva ezzel a szexuális tevékenység során történő vírusfertőződést. Az oltásokat 9 éves kortól ajánlják beadatni.
Bár az Európai Betegségmegelőzési és Járványügyi Központ (ECDC) ajánlása szerint az oltás a szexuálisan még nem aktív korosztályban a leghatékonyabb, de később (akár felnőtt korban) is beadható: még a HPV valamelyik típusával megfertőzötteket is védi a többi típus ellen.
Az oltás terápiás célra nem alkalmas: kialakult fertőzést vagy a fertőzéssel összefüggő kialakult betegségekből való felgyógyulást nem segíti.

## Törzskönyvezett vakcinák
Jelenleg Európában három vakcinát forgalmaznak, mindegyik több HPV-típus ellen lett kifejlesztve:
- A GlaxoSmithKline által forgalmazott CERVARIX vakcína 2 HPV-típus (16, 18) által okozott alábbi betegségek ellen ad védettséget: méhnyakrák, méhnyakrák-megelőző állapot és perzisztáló fertőzés.[4]
- Az MSD által forgalmazott SILGARD vakcína (sok országban Gardasil néven forgalmazzák) 4 HPV-típus (6, 11, 16, 18) által okozott alábbi betegségek ellen ad védettséget: premalignus genitális léziók, méhnyakrák, végbélrák, valamint genitális szemölcsök.[5]

A vakcina magyarországi forgalmazása 2018. október 5-től megszűnt.
- Az MSD által forgalmazott GARDASIL9 vakcina 9 HPV-típus (6, 11, 16, 18, 31, 33, 45, 52, 58) által okozott alábbi betegségek ellen ad védettséget: a méhnyakot, a szeméremtestet vagy hüvelyt, valamint a végbélnyílást érintő premalignus elváltozások és rosszindulatú daganatok, továbbá specifikus HPV-típusok által okozott genitális szemölcsök.[7]

Az oltások fajtájuktól és az érintett korától függően 2 vagy 3 adagból állhatnak.

## A biztosított védelem időtartama
A kutatások szerint a HPV-védőoltás tíz éven keresztül biztosít magas szintű védettséget, de várhatóan jóval tovább is: jelenleg is vizsgálják még a hosszú távú védettség fennállásának időtartamát.
Az emlékeztető oltás alkalmazásának szükségessége jelenleg még nem megállapított.

## Iskolai védőoltási program
Magyarországon 2014-től az iskolai oltási rendszerben a 12. életévüket betöltött, az általános iskola 7. osztályát a végző lányoknak ingyenesen van lehetőségük az oltássorozat felvételére.
A kormány már régebb óta tervezte a 12 éves fiúkra is kiterjeszteni az ingyenes HPV-védőoltást, de ez végül csak 2020-ban kezdődött meg. Mint a Népegészségügyi és Gyógyszerészeti Központ főorvosa elmondta, későbbi életkorban is be lehet adatni a vakcinát, de akkor már önköltséges, ráadásul 15 év felett nem elég a két dózis, három oltás után alakul ki a védettség.
A védőoltás önkéntes: csak akkor adják be, ha a szülő és az érintett személy is akarja.